# Пейвер, Мишель
Мишель Пейвер (англ. Michelle Paver) – современная английская писательница, автор серии романов «Хроники темных времен». Романы переведены на 33 языка (включая русский язык).

## Биография
Мишель Пейвер родилась в Африке, в Малави. Её мать была бельгийка, а отец — южноафриканец, издавал газету The Nyasaland Times. Детство писательницы прошло в Уимблдоне, на северо-западе Лондона.
Мишель окончила колледж Леди Маргарет Холл (Lady Margaret Hall) Оксфордского университета, где изучала биохимию. Затем Пейвер стала соучредителем юридической компании.
В 1996 году умер отец Пейвер. Чтобы оправиться от его смерти, Мишель взяла продолжительный творческий отпуск и в течение года путешествовала по Франции и Америке. В это же время она написала свой первый роман Without Charity. После своего возвращения Пейвер оставила юридическую практику и полностью сосредоточилась на писательской деятельности.
В 2003 году Мишель Пейвер начала работу над серией книг «Хроники темных времен». Идея романа возникла у писательницы ещё в детстве.
Ещё в детстве Пейвер была увлечена историей и мифами первобытного мира. Она много и с увлечением читала. Преимущественно это были книги о животных. Особой страстью Мишель были волки. Так в «Хрониках темных времен» волк стал одним из главных героев истории.
В 2004 году был издан первый роман серии «Хроники темных времен» — «Брат Волк» о приключениях мальчика Торака и волчонка в постледниковый период, 6000 лет назад. Роман переведён на 33 языка (включая русский язык).
Собирая материалы для серии, Пейвер долго жила в лесах у подножия Карпатских гор, в Румынии, она также посетила Финляндию и Гренландию, чтобы глубже проникнуть в обычаи и духовный мир северных народов.
В течение следующих пяти лет Пейвер написала ещё пять романов: «Сердце Волка», «Пожиратель душ», «Изгнанник», «Клятвопреступник» и «Охотник на призраков».
«Хроники темных времен» имели оглушительный успех и были распроданы тиражом более 1 миллиона только в одной Великобритании.